# Nektar Tërpo
Nektar Tërpo (arum. Nectar Tãrpo, gr. Νεκτάριος Τέρπος, trb. Nektarios Terpos; ur. 1665 w Moskopolu, zm. po 1732) – albański duchowny Patriarchatu Konstantynopolitańskiego i misjonarz narodowości arumuńskiej.

## Życiorys
Pochodził z zamożnej rodziny, swoje dzieciństwo spędził w mieście Moskopole. Jako misjonarz podróżował po Epirze, pełnił także posługę w klasztorze w Ardenicy, dla którego w 1731 roku namalował fresk zawierający modlitwę napisaną w czterech językach: greckim, łacińskim, albańskim i arumuńskim; dzieło było także pierwszym w historii odnalezionym w cerkwi prawosławnej materiałem zawierającym język albański . Treść modlitwy brzmiała następująco:

H ΠΑΡΘΕΝΟΣ ΚΑΙ ΘΕΟΤΟΚΟΣ ΑΡΔΕΥΟΥΣΑ. ΑΝΑΣΣΑ ΜΗΤΡΟΠΑΡΘΕΝΕ ΒΟΗΘΗΣΟΝ ΤΟΙΣ ΔΟΥΛΟΙΣ ΣΟΥ
Regina Mater et Virgo auxiliare Servis suis
Βήργκηνε Μάμε επεραντίσ ουρά πρέ νέε φάς τόρα τοι
Βίργιρε Μούμα-λ τουμνεζί ώρε τρέ νόι πεκετόσσλοιι

W związku z prześladowaniami ze strony Imperium Osmańskiego uciekł na teren Włoch, gdzie w 1732 roku opublikował pracę pod tytułem Një doracak i quajtur besim, do 1818 roku jej publikacja była wznawiana jeszcze 12 razy.